# Cléron
Cléron é uma comuna francesa na região administrativa da Borgonha-Franco-Condado, no departamento de Doubs. Estende-se por uma área de 14.56 km². Em 2010 a comuna tinha 315 habitantes (densidade: 21,6 hab./km²).